# Альціон вануатський
Альціо́н вануатський (Todiramphus farquhari) — вид сиворакшоподібних птахів родини рибалочкових (Alcedinidae). Ендемік Вануату.

## Опис
Довжина птаха становить 19-21 см, вага 32-42 г. Верхня частина тіла темно-синя, нижня частина тіла яскраво-оранжева. Перед очима білі плями, з боків голови чорні смуги. Горло біле, на шиї білий "комірець".

## Поширення і екологія
Вануатські альціони мешкають на островах Еспіриту-Санто, Малекула, Мало і Аоре. Вони живуть в густих вологих тропічних лісах, а також на полях, пасовищах, плантаціях і в садах. Зустрічаються на висоті до 700 м над рівнем моря. Живляться комахами, зокрема жуками, а також павуками і дрібними ящірками. Вануатські альціони чатують на здобич, сидячи на гілці, а коли її побачать, то пікірують до неї. Вони гніздяться в гніздах деревних термітів або в дуплах пальм чи деревовидних папоротей. Сезон розмноження триває з листопада по лютий. В кладці 3-4 білих яйця.

## Збереження
МСОП класифікує стан збереження цього виду як близький до загрозливого. За оцінками дослідників, популяція вануатських альціонів становить приблизно 6700 птахів. Їм загрожує знищення природного середовища.